# NGC 3692
NGC 3692 est une galaxie spirale située dans la constellation du Lion. NGC 3692 a été découverte par l'astronome germano-britannique William Herschel en 1784.

## Caractéristiques
La classe de luminosité de NGC 3692 est II et elle présente une large raie HI. Elle renferme également des régions d'hydrogène ionisé. De plus, c'est une galaxie LINER, c'est-à-dire une galaxie dont le noyau présente un spectre d'émission caractérisé par de larges raies d'atomes faiblement ionisés.

### Distance
Sa vitesse par rapport au fond diffus cosmologique est de 2 072 ± 25 km/s, ce qui correspond à une distance de Hubble de 30,6 ± 2,2 Mpc (∼99,8 millions d'al).
À ce jour, 11 mesures non basées sur le décalage vers le rouge (redshift) donnent une distance de 37,836 ± 2,500 Mpc (∼123 millions d'al), ce qui est légèrement à l'extérieur des valeurs de la distance de Hubble. Notons cependant que c'est avec la valeur moyenne des mesures indépendantes, lorsqu'elles existent, que la base de données NASA/IPAC calcule le diamètre d'une galaxie et qu'en conséquence le diamètre de NGC 3692 pourrait être d'environ 32,4 kpc (∼106 000 al) si on utilisait la distance de Hubble pour le calculer.

### Galaxie active
Selon la base de données Simbad, NGC 3692 est une galaxie active de type Seyfert.